# Limoges
Limoges (pronunciación en francés: /liˈmoʒ/ (escucharⓘ), en occitano: Lemòtges) es una ciudad capital histórica de la antigua región francesa del Lemosín (actual Nueva Aquitania) y prefectura del distrito de Limoges. Es célebre por sus fábricas de porcelanas. Tenía 140 138 habitantes en 2008. Su extensión es de 77,45 km². Forma parte del Camino de Santiago (Via Lemovicensis).

## Demografía[1]
| 20 864 | 20 255 | 21 757 | 24 992 | 29 870 | 29 706 | 38 119 | 41 630 | 46 564 | 51 053 | 53 022 | 55 134 | 59 011 | 63 765 | 68 477 | 72 697 | 77 703 | 84 121 | 88 597 | 92 181 | 90 187 | 98 209 | 92 577 | 95 217 | 107 857 | 105 990 | 118 576 | 132 935 | 143 725 | 140 418 | 133 486 | 133 994 | 138 100 | 140 138 |
| Para los censos de 1962 a 1999 la población legal corresponde a la población sin duplicidades (Fuente: INSEE [Consultar]) |        |        |        |        |        |        |        |        |        |        |        |        |        |        |        |        |        |        |        |        |        |        |        |         |         |         |         |         |         |         |         |         |         |

- El valor para 2006 es una estimación del INSEE.

## Economía
Limoges, como muchas otras ciudades, basó durante mucho tiempo su economía sobre la industria, muy activa hasta la crisis de las últimas décadas. Este sector estuvo dominado por la famosa porcelana de Limoges, fabricada a partir de caolín de Saint-Yrieix-la-Perche, y por la elaboración desde el siglo XII de objetos suntuarios decorados con esmaltes. También existió durante mucho tiempo una importante tradición textil. A partir de 1831 y hasta los años 1980 (1984, cierre de la fábrica Heyraud), la industria del calzado fue la segunda actividad de la ciudad: contaba con unos 7000 obreros, repartidos en decenas de empresas de distintos tamaños, entre las que debe mencionarse a Monteux y Heyraud; de todas ellas sólo sigue existiendo la empresa J.M. Weston.

## Clima
Limoges presenta un clima oceánico de tipo Cfb según la clasificación climática de Köppen.
| Parámetros climáticos promedio de Limoges (Aeropuerto de Limoges) en el periodo 1981-2010                                                                                | Parámetros climáticos promedio de Limoges (Aeropuerto de Limoges) en el periodo 1981-2010 | Parámetros climáticos promedio de Limoges (Aeropuerto de Limoges) en el periodo 1981-2010 | Parámetros climáticos promedio de Limoges (Aeropuerto de Limoges) en el periodo 1981-2010 | Parámetros climáticos promedio de Limoges (Aeropuerto de Limoges) en el periodo 1981-2010 | Parámetros climáticos promedio de Limoges (Aeropuerto de Limoges) en el periodo 1981-2010 | Parámetros climáticos promedio de Limoges (Aeropuerto de Limoges) en el periodo 1981-2010 | Parámetros climáticos promedio de Limoges (Aeropuerto de Limoges) en el periodo 1981-2010 | Parámetros climáticos promedio de Limoges (Aeropuerto de Limoges) en el periodo 1981-2010 | Parámetros climáticos promedio de Limoges (Aeropuerto de Limoges) en el periodo 1981-2010 | Parámetros climáticos promedio de Limoges (Aeropuerto de Limoges) en el periodo 1981-2010 | Parámetros climáticos promedio de Limoges (Aeropuerto de Limoges) en el periodo 1981-2010 | Parámetros climáticos promedio de Limoges (Aeropuerto de Limoges) en el periodo 1981-2010 | Parámetros climáticos promedio de Limoges (Aeropuerto de Limoges) en el periodo 1981-2010 |
| Mes | Ene.                                                                                      | Feb.                                                                                      | Mar.                                                                                      | Abr.                                                                                      | May.                                                                                      | Jun.                                                                                      | Jul.                                                                                      | Ago.                                                                                      | Sep.                                                                                      | Oct.                                                                                      | Nov.                                                                                      | Dic.                                                                                      | Anual                                                                                     |
| --- | ----------------------------------------------------------------------------------------- | ----------------------------------------------------------------------------------------- | ----------------------------------------------------------------------------------------- | ----------------------------------------------------------------------------------------- | ----------------------------------------------------------------------------------------- | ----------------------------------------------------------------------------------------- | ----------------------------------------------------------------------------------------- | ----------------------------------------------------------------------------------------- | ----------------------------------------------------------------------------------------- | ----------------------------------------------------------------------------------------- | ----------------------------------------------------------------------------------------- | ----------------------------------------------------------------------------------------- | ----------------------------------------------------------------------------------------- |
| Temp. máx. media (°C) | 6.9                                                                                       | 8.3                                                                                       | 11.5                                                                                      | 14.1                                                                                      | 18.0                                                                                      | 21.4                                                                                      | 23.9                                                                                      | 23.8                                                                                      | 20.4                                                                                      | 16.1                                                                                      | 10.4                                                                                      | 7.6                                                                                       | 15.2                                                                                      |
| Temp. media (°C) | 4.2                                                                                       | 5.0                                                                                       | 7.7                                                                                       | 10.0                                                                                      | 13.8                                                                                      | 17.0                                                                                      | 19.3                                                                                      | 19.1                                                                                      | 16.0                                                                                      | 12.5                                                                                      | 7.4                                                                                       | 4.9                                                                                       | 11.4                                                                                      |
| Temp. mín. media (°C) | 1.5                                                                                       | 1.7                                                                                       | 3.9                                                                                       | 5.9                                                                                       | 9.5                                                                                       | 12.6                                                                                      | 14.6                                                                                      | 14.5                                                                                      | 11.7                                                                                      | 9.0                                                                                       | 4.5                                                                                       | 2.2                                                                                       | 7.7                                                                                       |
| Precipitación total (mm) | 91.9                                                                                      | 79.8                                                                                      | 78.7                                                                                      | 90.8                                                                                      | 95.7                                                                                      | 77.5                                                                                      | 65.6                                                                                      | 75.0                                                                                      | 74.1                                                                                      | 93.4                                                                                      | 101.3                                                                                     | 99.7                                                                                      | 1023.5                                                                                    |
| Días de precipitaciones (≥ 1 mm) | 14                                                                                        | 11                                                                                        | 11                                                                                        | 12                                                                                        | 13                                                                                        | 9                                                                                         | 9                                                                                         | 9                                                                                         | 10                                                                                        | 12                                                                                        | 13                                                                                        | 13                                                                                        | 136                                                                                       |
| Días de nevadas (≥ 1 mm) | 4.6                                                                                       | 3.8                                                                                       | 2.7                                                                                       | 2.0                                                                                       | 0.2                                                                                       | 0                                                                                         | 0                                                                                         | 0                                                                                         | 0                                                                                         | 0.1                                                                                       | 1.7                                                                                       | 3.0                                                                                       | 18.1                                                                                      |
| Horas de sol | 86                                                                                        | 104                                                                                       | 157                                                                                       | 168                                                                                       | 205                                                                                       | 227                                                                                       | 238                                                                                       | 231                                                                                       | 192                                                                                       | 133                                                                                       | 81                                                                                        | 78                                                                                        | 1900                                                                                      |
| Humedad relativa (%) | 85                                                                                        | 80                                                                                        | 76                                                                                        | 71                                                                                        | 75                                                                                        | 73                                                                                        | 71                                                                                        | 72                                                                                        | 75                                                                                        | 80                                                                                        | 82                                                                                        | 84                                                                                        | 77                                                                                        |
| Fuente n.º 1: MeteoFrance. Datos de precipitación y temperatura para el periodo 1981-2010 y de insolación para el periodo 1991-2010 en Limoges (14 de noviembre de 2012) |                                                                                           |                                                                                           |                                                                                           |                                                                                           |                                                                                           |                                                                                           |                                                                                           |                                                                                           |                                                                                           |                                                                                           |                                                                                           |                                                                                           |                                                                                           |
| Fuente n.º 2: Infoclimat.fr (humedad 1961–1990) |                                                                                           |                                                                                           |                                                                                           |                                                                                           |                                                                                           |                                                                                           |                                                                                           |                                                                                           |                                                                                           |                                                                                           |                                                                                           |                                                                                           |                                                                                           |

## Transporte
Limoges tiene un aeropuerto internacional, llamado Limoges Bellegarde.

## Monumentos históricos y otros lugares de interés

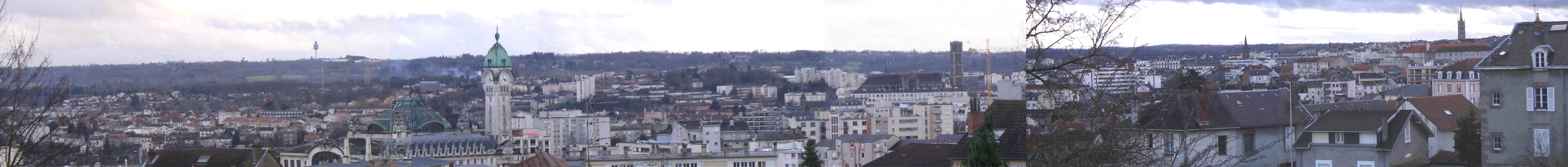
Vista panorámica de la ciudad de Limoges.

### Edificios religiosos

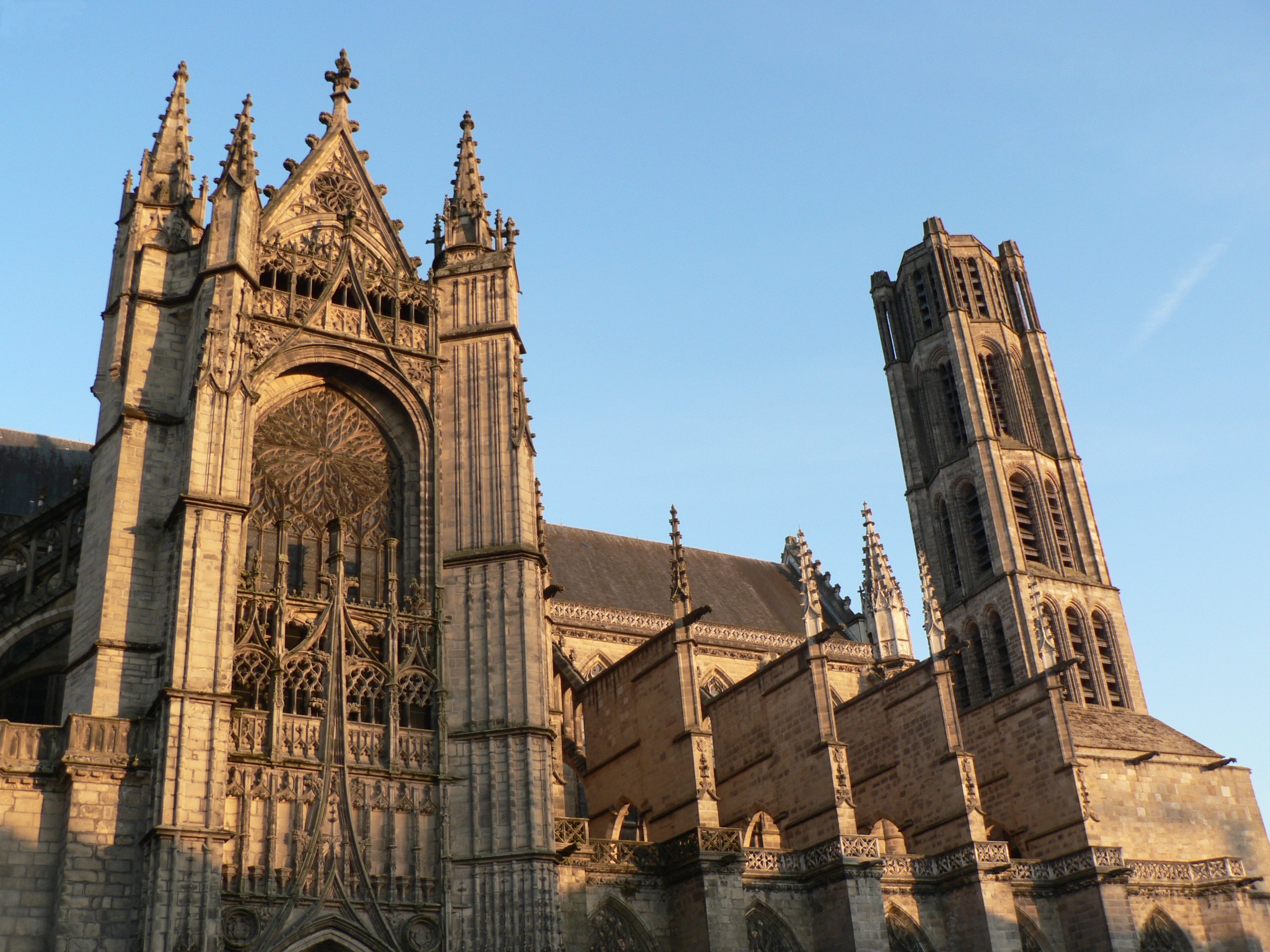
Catedral de San Esteban

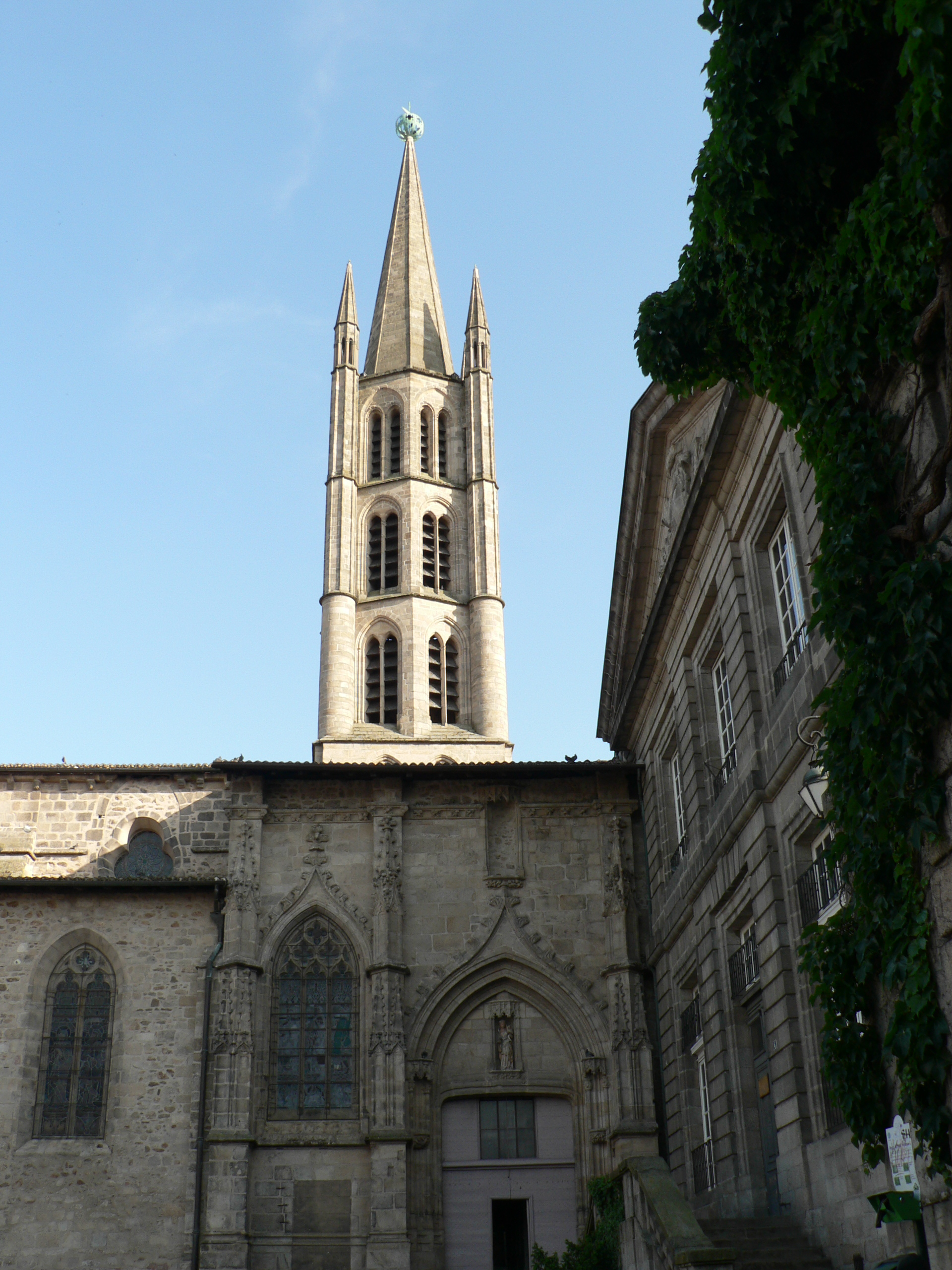
Iglesia de Saint-Michel-des-Lions

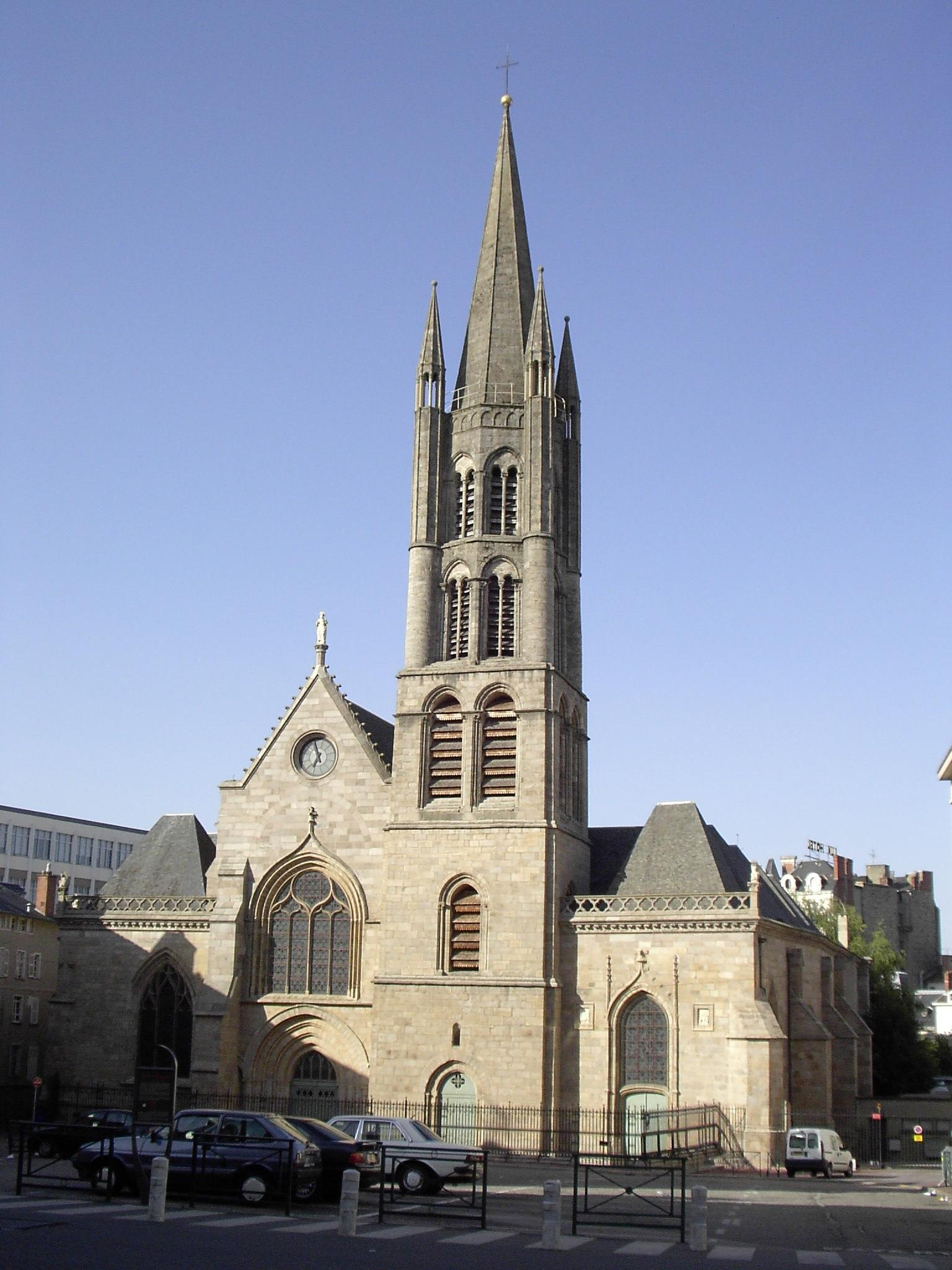
Iglesia de Saint-Pierre-du-Queyroix

Catedral de San Esteban (siglos XIII-XIX).
Iglesia de Saint-Michel-des-Lions (siglo XIV): esta iglesia conserva desde la Revolución francesa, las reliquias de San Marcial. Su arquitectura es característica de las iglesias-nave de los dominios de los Plantagenêt. Posee unas magníficas vidrieras de los siglos XV y XVI, dos Piedades medievales y numerosos objetos de culto, un elegante campanario de tipo lemosín siglo XIV con una bola de cobre, dos leones galo-romanos al pie del campanario, que han dado lugar al monumento.
Iglesia de Saint-Pierre-du-Queyroix (siglo XIII): de origen románico, reconstruida entre los siglos XIII al XV. Notable una vidriera de estilo renacentista, un Cristo del siglo XIII y muchos detalles más, como un retablo barroco y estatuas notables. Tras esta iglesia nació hace más de cincuenta años el famoso club de baloncesto del Cercle Saint-Pierre, más conocido por las siglas CSP.
Iglesia de Santa María (siglo XIII): es una parte de la antigua iglesia conventual de los Dominicos, hermanos predicadores o Jacobinos (el resto de la iglesia cobija los archivos municipales de Limones). Posee un magnífico retablo. El inquisidor Bernard Gui fue enterrado en esta iglesia.
Iglesia de Beaune-les-Mines: esta pequeña iglesia románica conservó una muy bella estatua de San Cristóbal..
Capilla de Saint-Aurélien (siglos XIV al XVII): este pequeño edificio encierra las reliquias del segundo obispo de Limoges, santo patrón de la cofradía de los carniceros. Posee bellas estatuas medievales y un magnífico retablo barroco. El edificio sigue siendo mantenido por los carniceros del barrio, que lo compraron como Bien Nacional cuando la Revolución, salvándolo de la destrucción.
Baptisterio paleocristiano (siglo V): plaza Saint-Etienne. Se situaba al pie del pórtico norte de la catedral, llamado Pórtico de San Juan, sobre el emplazamiento de una antigua iglesia parroquial, suprimida en el momento de la Revolución, establecida bajo la advocación de San Juan Bautista. Se trataba de un vasto edificio de plano hexagonal centrado sobre la pila bautismal. Cada uno de los lados se abría sobre una estancia cuadrada. La entrada se efectuaba por un escalinata con tres puertas abierta al oeste. Los restos de este baptisterio están actualmente cubiertos, a la espera de una decisión arquitectónica para su puesta en valor.
Cripta de San Marcial de Limoges (siglo X): place de la République. Esta cripta conserva todavía las tumbas de San Marcial, primer obispo y patrón de la ciudad, de sus dos compañeros Alpinien y Austriclinien y de la legendaria Sainte Valérie. Fue descubierta durante la década de 1960, cuando se construyó el aparcamiento de la Place de la République. Hoy no queda más que una pequeña parte. La situación de la tumba dio lugar a una peregrinación y después ocasionó la construcción de la abadía benedictina de San Marcial. Esta abadía prosperó y extendió su influencia por el sudoeste de Francia. Allí se realizaron magníficos manuscritos, hoy conservados en la Biblioteca Nacional de Francia; también en ella se fabricaron las más bellas piezas de orfebrería de la Edad Media, conocidas con el nombre de Obra de Limoges. Se ha situado en el área de su influencia los comienzos de la poesía en lengua de Oc y se ha hecho remontar el origen de la polifonía a su escuela musical. Arrasada muy a principios del siglo XIX de aquel monumento no queda hoy más que la cripta.
Abadía de Sainte-Marie de la Règle (siglo IX-siglo XVIII): Fundada en 817 por Ludovico Pío, esta Abadía estaba cercana a la Catedral de San Esteban. Fue un importante convento femenino, dirigido por abadesas salidas de la nobleza lemosina. A partir de 1790 los edificios de la Abadía dieron cabida a un centro de detención, antes de ser casi enteramente destruidos. Bajo el Primer Imperio el edificio se edificó en torno a los que quedaba de los aposentos de la Abadesa, el Gran Seminario, que siguió allí hasta 1905. La mayor parte de los edificios fueron demolidos en la década de 1960, principalmente los aposentos de la Abadesa, del siglo XVII: la capilla del seminario (en realidad nunca consagrada) sirve de anejo a la mediateca municipal, al Depósito Legal regional y al Museo de la Resistencia. En el antiguo comedor del seminario hay instalado un centro de acogida de los Compagnons du tour de France. No queda de la antigua abadía propiamente dicha más que un magnífico subterráneo bajo el emplazamiento de los aposentos de la Abadesa.

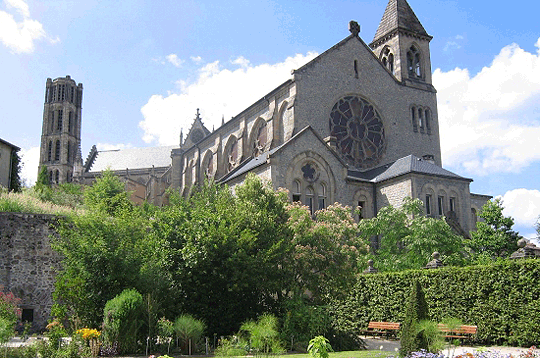
Abadía de la Règle

Convento des Carmes (siglo XIII): avenue Saint-Éloi; en el emplazamiento de la iglesia del convento se construyó un banco, que cuidadosamente ha dejado en sus muros los antiguos arcos, en los cuales permanecen magníficas pinturas medievales. La sala capitular se conserva en la rue Neuve-des-Carmes, que atraviesa el lugar donde estaban los antiguos edificios conventuales. Estos habían sido vendidos en tiempos de la Revolución a varios particulares. Un fresco de finales de la Edad Media -a pesar de haber sido declarado monumento histórico- fue extraído y emplazado en otro lugar.
Palacio del Obispado (siglo XVIII): del arquitecto lemosín Joseph Brousseau, este palacio es característico del neoclasicismo; sólo la capilla conserva su decoración original. Es sede del Museo Municipal de Limoges, que acoge colecciones de esmaltes, pinturas y objetos prehistóricos o antiguos. Los jardines del obispado, en terrazas al estilo francés, se reconstruyeron en 1976 (parterres, paseos, estanques y orangerie) como complemento del antiguo palacio episcopal diseñado por Brousseau. El lugar, declarado Monumento, está abierto todo el año; las visitas guiadas se organizan a petición por el servicio de zonas verdes de la ciudad de Limoges.

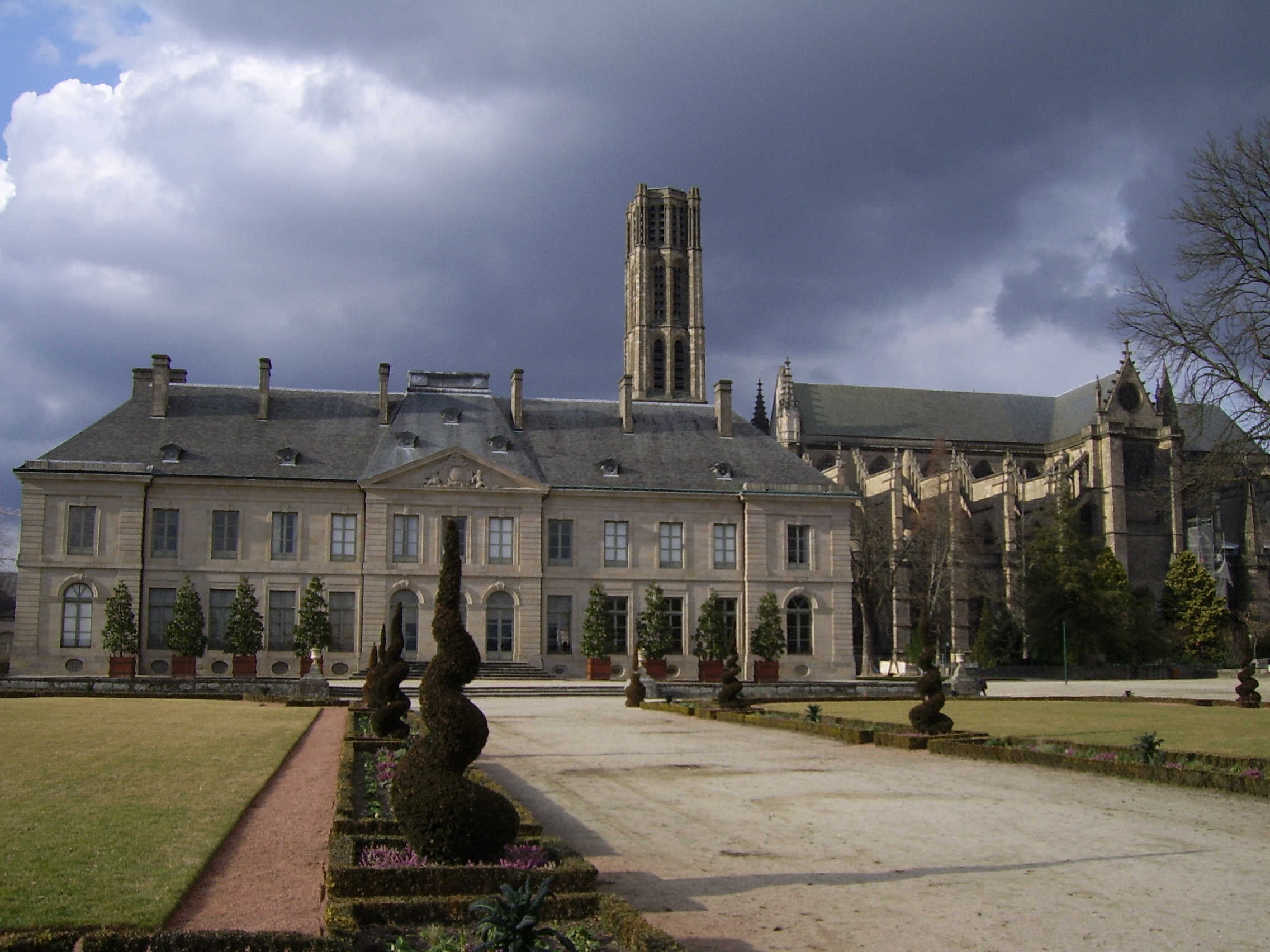
Catedral de San Esteban, jardín y museo del Obispado

Convento de la Visitación (siglo XVII): este antiguo convento, destinado hasta años recientes al Ejército, ha conservado su iglesia con bóveda construida por Brousseau. La fachada norte, de una longitud de 100,50 metros, data del Segundo Imperio. El cuartel fue vendido al Consejo General, que reagrupará allí sus servicios tras un acondicionamiento, transformaciones y ampliaciones en semisótanos.

### Monumentos civiles
Anfiteatro de Limoges: una parte notable de esta obra, uno de los principales monumentos de la ciudad galorromana de Augustoritum y que fue uno de los mayores de la Galia. Se hicieron en él excavaciones a finales de la década de 1960. Los restos, una vez exhumados y puestos en valor, fueron de nuevo enterrados bajo el Jardin d’Orsay.

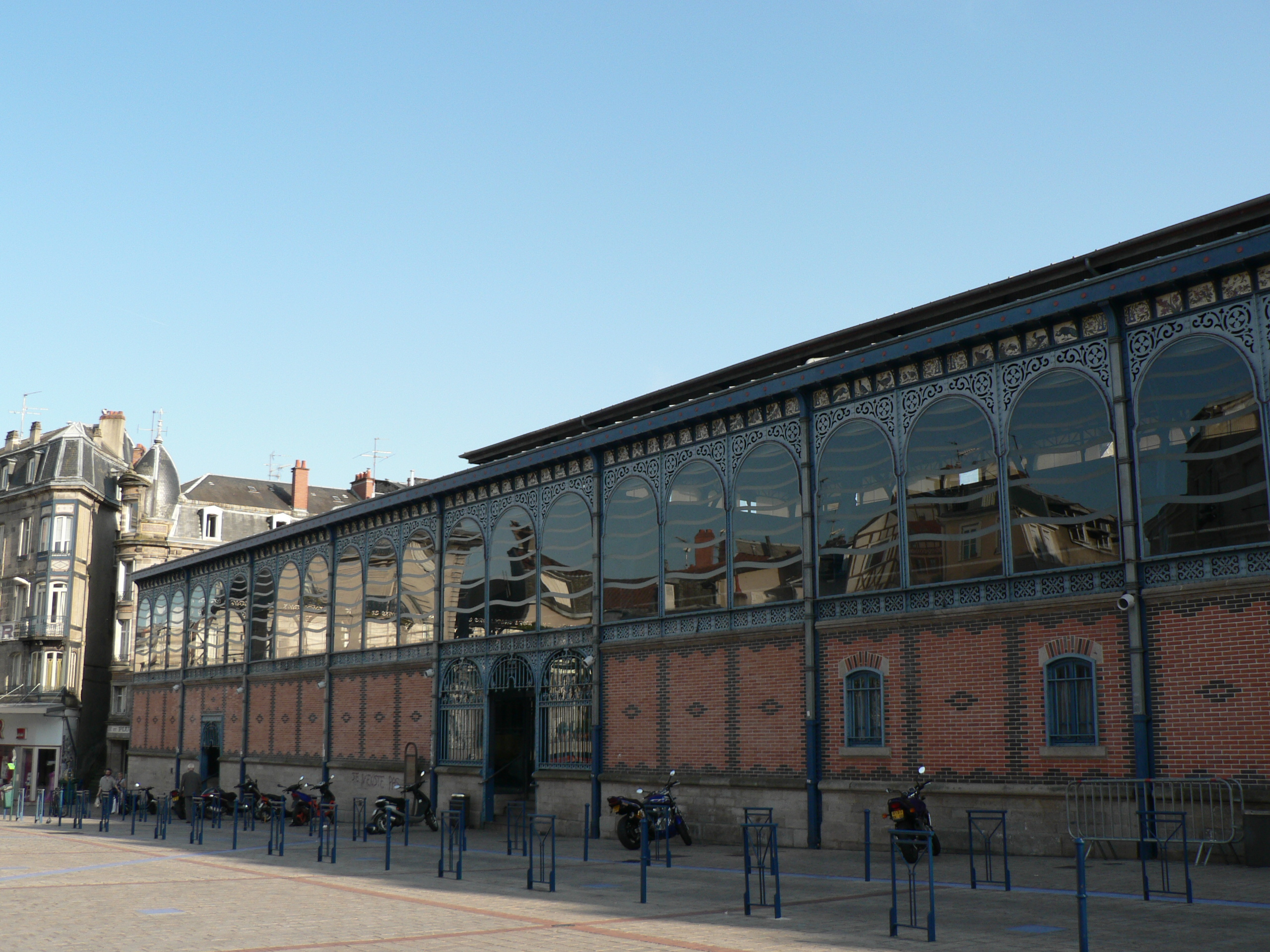
Mercado central

Gare des Bénédictins (1924–1929): el ferrocarril llega a Limoges en 1856. La primera estación de obra se termina en 1859. Pronto se queda pequeña y se realizan unas ampliaciones que resultan poco estéticas. Entonces se construye una nueva estación siguiendo los planos de Roger Gonthier, quien diseña un edificio con cúpula y campanario sobre pilote encima de las vías; el edificio es de hormigón armado recubierto de placas de piedra caliza. A la entrada unas esculturas simbolizan la porcelana y el esmalte y en el interior las cuatro provincias francesas. Las vidrieras son del artista de Limoges Chigot. El campanario, exactamente en el eje de la avenida de la Liberación y del Champ-de-Juillet, tiene 66m de altura.
Mercado Central (siglo XIX): se llama en francés "Les Halles". El «vientre de Limoges» fue diseñado por los estudios de Gustave Eiffel. Por encima de las arcadas de hierro corre un friso de porcelana que representa los distintos productos vendidos en el interior. La bella plaza de la Motte fue rediseñada a mitad de la década de 1990 (excavaciones de la motte vizcondal, de restos galo-romanos y merovingios, creación de un aparcamiento subterráneo) inspirándose en una estética muy mineral.
Pavillon du Verdurier (siglo XX): este monumento de estilo art déco que recuerda algunos detalles arquitectónicos de la estación o del Mercado Central sirve ahora como espacio de exposiciones tras haber sido en otros momentos cámara frigorífica, mercado cubierto y estación de autobuses. De plano octogonal, construido en 1919 en hormigón, diseñado por Roger Gonthier, arquitecto de la estación, la decoración exterior de mosaicos y de gres cerámico es obra de una casa de Boulogne-Billancourt. La decoración interior es de Léonard Chigot, padre del maestro vidriero Francis Chigot. Protegido y clasificado como monumentos en la década de 1970, se convierte entonces en el pavillon du Verdurier propiamente dicho. El antiguo barrio del Verdurier, muy interesante barrio medieval, presentaba numerosos edificios góticos de piedra y fue destruido a principios del siglo XX debido a su insalubridad.

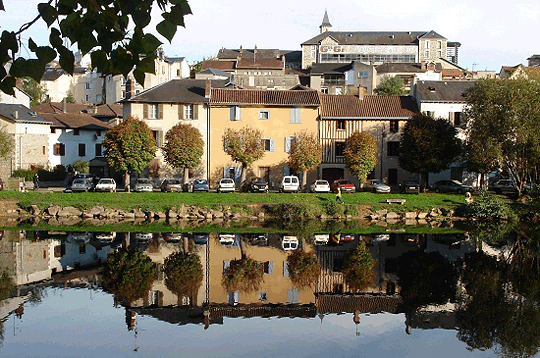
Barrio de los puentes

Museo Nacional de la porcelana Adrien Dubouché (siglo XIX): Edificio de arquitectura ecléctica inspirado en el Renacimiento. Acoge colecciones de porcelana y es uno de los nueve museos de Francia donde se probó la gratuidad en 2008.
Ayuntamiento y fuente de porcelana (siglo XIX): inaugurado en 1883, edificado gracias al legado de un rico donante, Fournier. Su rica fachada coronada de por un pequeño campanario está cargada con los cuatro medallones de cuatro lemosinos célebres: Vergniaud, Limosín, d'Aguesseau y Jourdan. En el primer piso, la sala de bodas, la sala de fiestas y el «salón azul» constituyen, con la escalera de honor, un testimonio de la arquitectura de finales del siglo XIX. La plaza situada ante e edificio está ocupada en su centro por una fuente que mezcla piedra, porcelana decorada y bronce.
Prefectura (siglo XX), construida sobre las ruinas del barrio de Viraclaud, posee una sala de recepción, el «salón de los Mariscales», que presenta un techo con magníficas pinturas y dos cuadros a la gloria del departamento: el Mariscal Jourdan y el Mariscal Bugeaud. La escalera de honor está iluminada por una gran vidriera que representa la porcelana.
Hôtel Estienne de la Rivière: esta antigua mansión particular, sede de los Tesoreros de Francia antes de la Revolución, fue transformado e comienzos del siglo XIX. Está situado en la Plaza del Présidial, frente a la Escuela del mismo nombre, que era la intendencia de la Généralité de Limoges antes de la Revolución, y después la Prefectura hasta 1908; al lado se encuentra el Présidial, tribunal y hoy anejo de la Facultad de Derecho.
Hôtel Maledent de Feytiat (siglo XVII): calle Haute-de-la-Comédie; este pequeño edificio conservó de la época de su construcción un pórtico clásico y un patio interior con columnata.
Lycée Gay-Lussac (siglo XVII): el antiguo colegio de los Jesuitas, del que solo sobrevivió la capilla y fue reconstruido según los planos del arquitecto Brousseau en un brillante estilo clásico. La capilla, que todavía sirve de gimnasio, contiene un notable retablo barroco que está en peligro (en concreto reultó muy degradado por un incendio). La fachada y los campanarios de esta capilla, continúan deteriorándose, a pesar de su declaración como monumento histórico.
Biblioteca francófona multimedia de Limoges: construida por el arquitecto Pierre Riboulet, abrió en 1998 sobre el emplazamiento del antiguo hospital general (siglos XVII-XVIII), así como de un importantísimo yacimiento arqueológico galo-romano. Con 58 000 usuarios inscritos (1/3 de la población de Limoges, cuando la media nacional es del 18%), la BFM recibe a cerca de 500 000 visitantes por año, con una media de 2000 personas/día y picos de asistencia de 4500 visitantes los sábados.

#### Castillos
Castillo de Beauvais (siglo XVIII): situado en Landouge, es la antigua morada de los abades de la Abadía de San Marcial. Fue construido según los planos del arquitecto lemosín Joseph Brousseau en el siglo XVIII.
Castillo des Essarts: situado en el valle de la Mazelle, cerca de Beaune-les-Mines, en medio de un parque paisajístico del siglo XIX (arboretum, verger, parterres avec buis), es un castillo del siglo XVII declarado  Monumento Histórico. Las fachadas y tejados datan del siglo XVII, la escalera interior es notable. Allí se organizó una exposición sobre los Señores de los Essarts y su relación con la Orden de Grandmont (siglos XII-XIV) así como los tres Papas lemosinos del siglo XIV. Se encuentra en el parque una sequoia gigante (Sequoiadendron giganteum) y robles con pedúnculo (Quercus robur).
Los días de apertura, la visita es guiada por los propietarios en el castillo y en el parque.

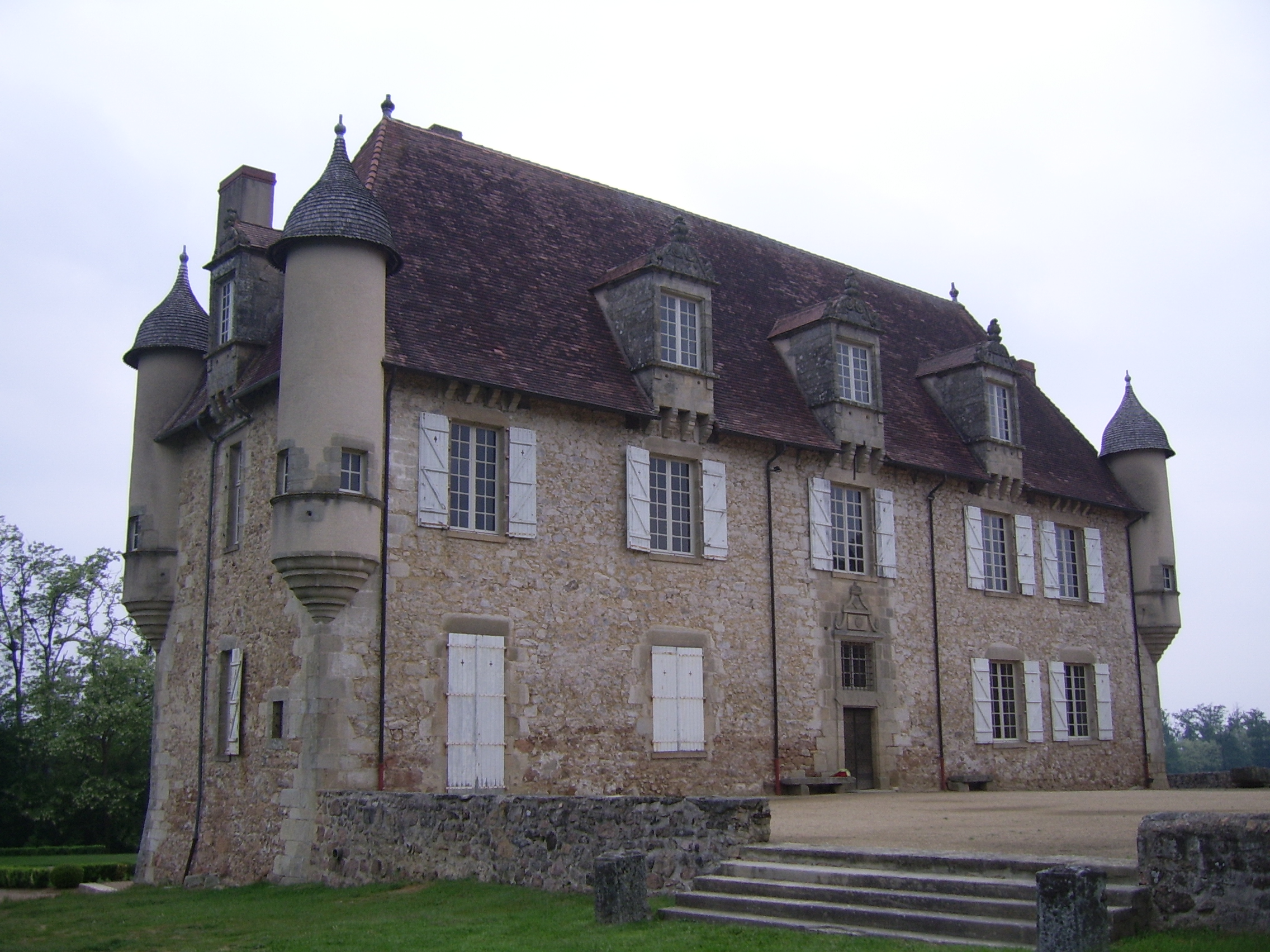
Castillo de la Borie, en Solignac.

Castillo de la Bastide, propiedad privada.
Castillo de Fontgeaudrant, propiedad privada.
Castillo de Crochat, hoy un convento.
Castillo Jouxtens o de Saint-Lazare, propiedad privada; la rendición de la guarnición alemana de Limoges se negoció aquí en agosto de 1944, siendo entonces el propietario de nacionalidad suiza.
Castillo de Faugeras, construido poco antes de 1742, convertido hoy en Hotel ****.
Castillo de la Borie (comuna de Solignac), sede del Conjunto barroco de Limoges.

#### Plazas, puentes y otras construcciones

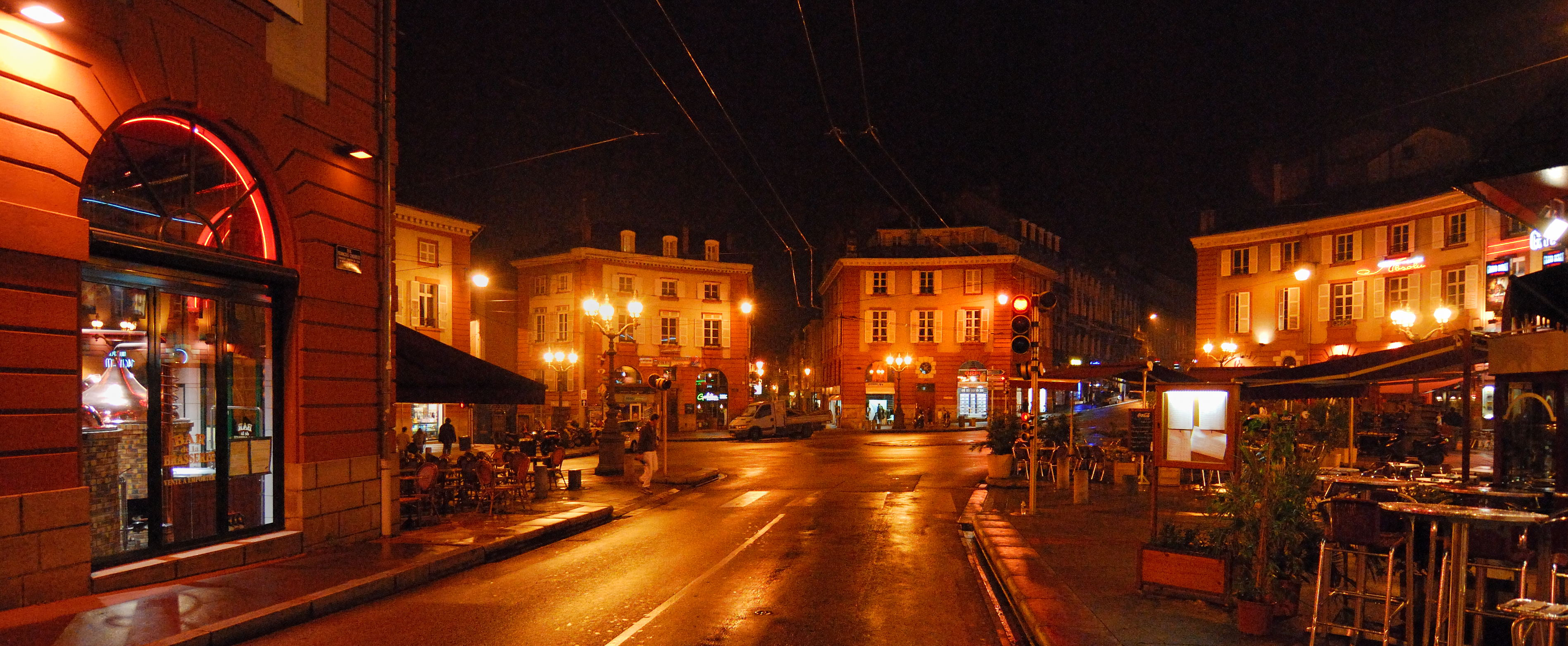
La plaza Denis Dussoubs

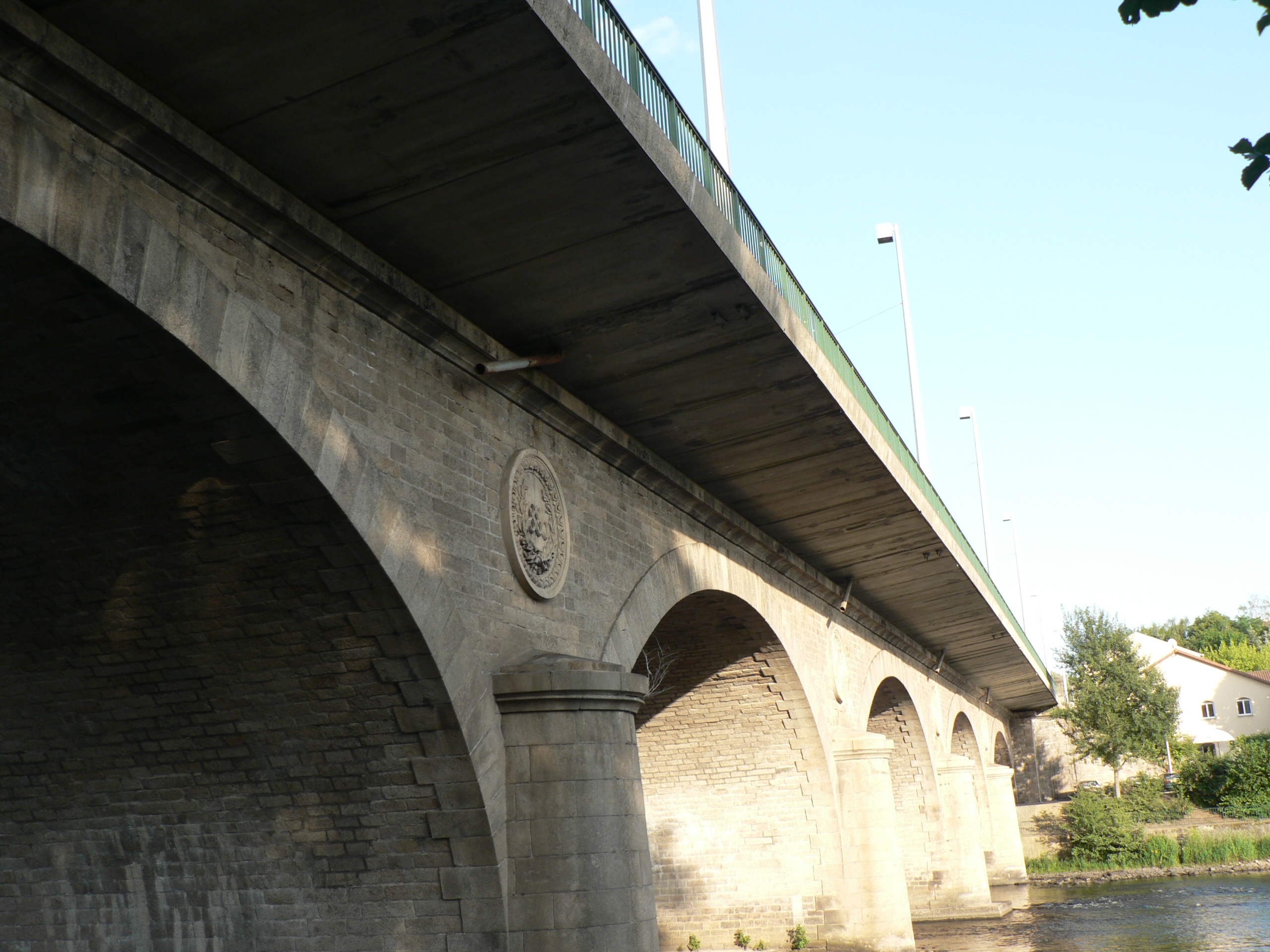
El puente de la Revolución

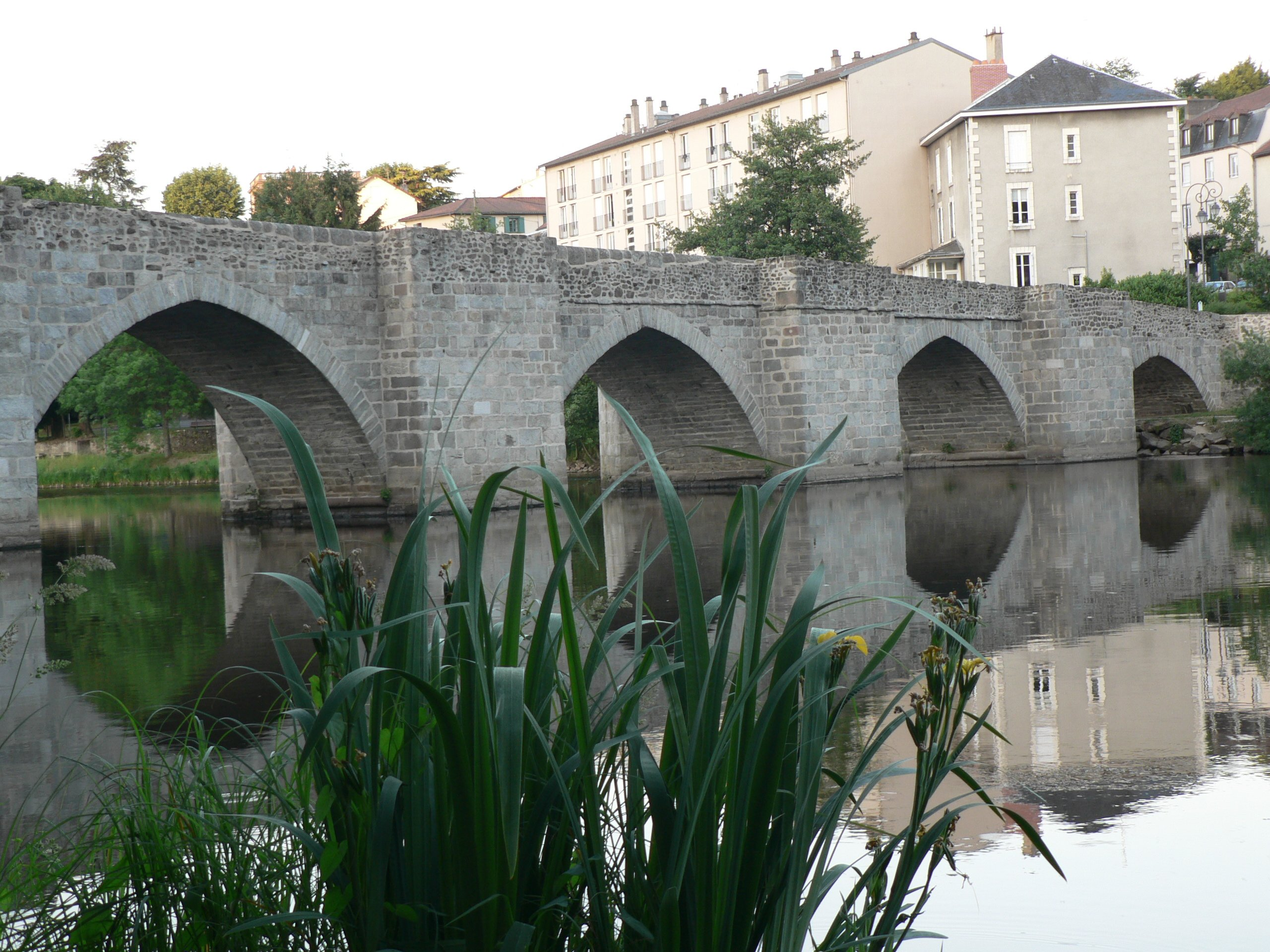
Puente viejo de San Esteban

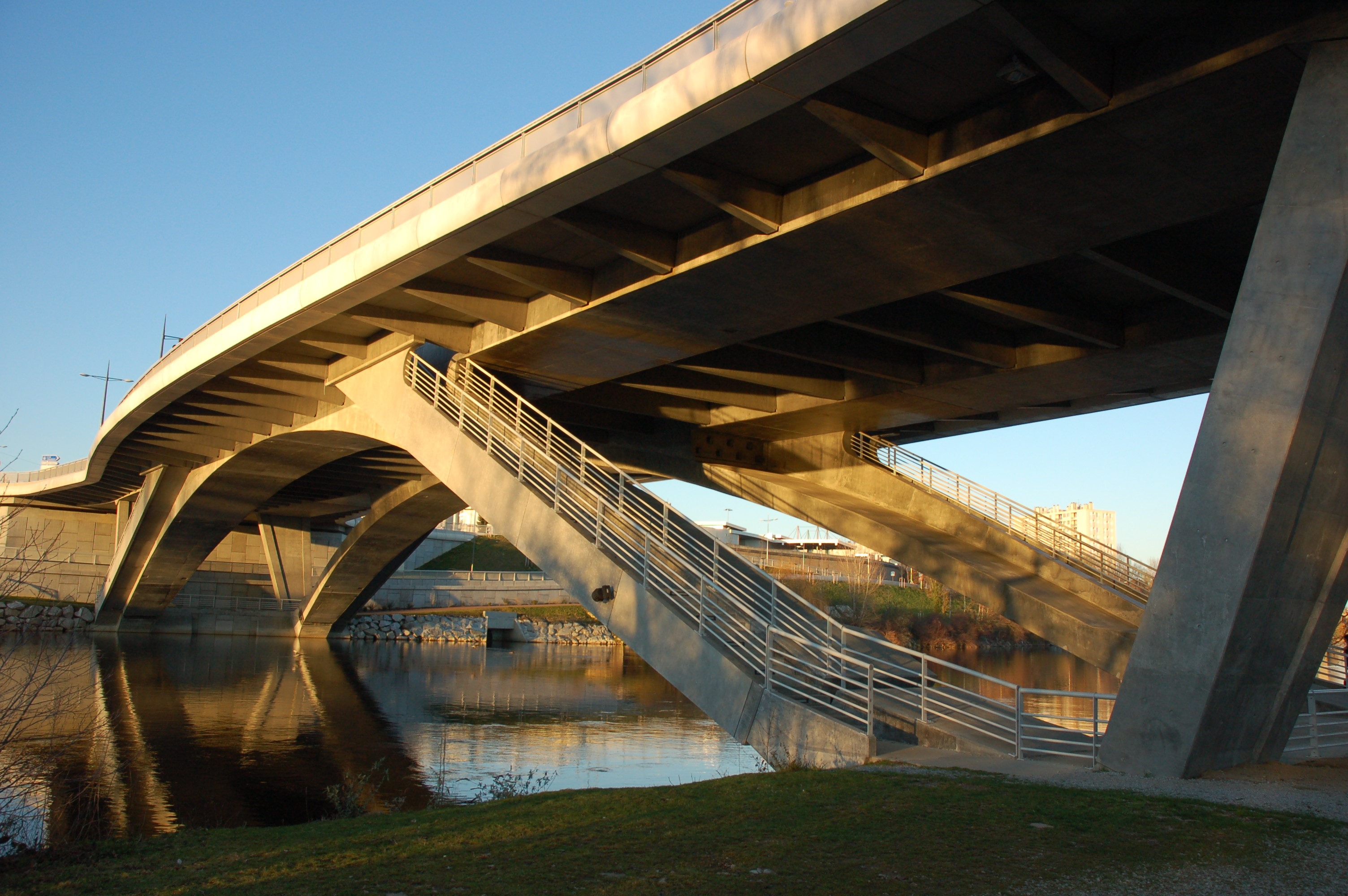
Puente nuevo

Plaza Denis Dussoubs (siglo XVIII): esta antigua plaza real está rodeada por magníficos edificios de ladrillo rojo. Marca la «puerta» norte del antiguo barrio del Castillo. Es una de las plazas más animadas de la ciudad (cine, numerosos bares, restaurantes). Al sur del antiguo barrio del Castillo se sitúa otra plaza del siglo XVIII: la plaza Manigne, desfigurada por un edificio moderno.
Place Fontaine des Barres (siglo XVII): se desarrolló en torno a una fuente hoy cerrada. Rodeada de edificios particulares de los siglos XVII-XVIII, así como del pórtico del antiguo convento de las Hijas de Nuestra Señora.
Puente de San Marcial (base de la época romana).
Puente de San Esteban (siglo XIII).
Puente de la Revolución.
Puente Nuevo.
Nuevo puente sobre el río Vienne, inaugurado en 2006: ha sido llamado, jocosamente, un 1 de abril, «le pont Ticaud» en alusión a los ponticauds, los habitantes del barrio de los puentes de Limoges. Desde entonces una placa parece oficializar el nombre.

#### Barrios y edificios interesantes
Village de la Boucherie (Edad Media y siglo XVII): se trata de uno de los barrios más pintorescos de Limoges, a lo largo de la calle del mismo nombre y de las callejuelas de los alrededores, las casas con entramado —ocupadas en los bajos por antiguas tiendas (carniceros, triperos)— y las ventanas con visillos recuerdan las actividades del barrio, centradas en la carne. La Casa tradicional de la Carnicería resucita una carnicería antigua: tienda, cocina, cuadras-matadero, habitación, granero-secadero de pieles. Se descubre en ella la vida profesional, familiar y religiosa de los carniceros de Limoges.
Abbessaille (Edad Media): este barrio pintoresco y tranquilo reunía en el pasado las lavanderas y los Naveteaux (del lugar cercano llamado del «Naveix»). Con sus estrechas callejuelas en cuesta se extiende entre el río Vienne, la Catedral y el Bulevar de los Petits-Carmes.
Four des Casseaux (siglo XIX): uno de los últimos hornos de porcelana de la ciudad, testigo del pasado industrial de Limoges.
Cité des Coutures y Cité-jardin de Beaublanc: barriadas obreras edificadas a comienzos del siglo XX por Roger Gonthier, el arquitecto de la Estación de los Benedictinos y del Pavillon du Verdurier.
Cour du Temple (siglo XVII): pequeño patio interior bordeado por una mansión particular con columnata y paredes de madera, sin duda el lugar con más encanto de Limoges. La rue du Temple, muy cercana posee bellas mansiones que merecerían ser restauradas. Las casas particulares de la zona, con fachadas de entramado, están unidas entre ellas por galerías abiertas a la italiana y escaleras renacentistas.

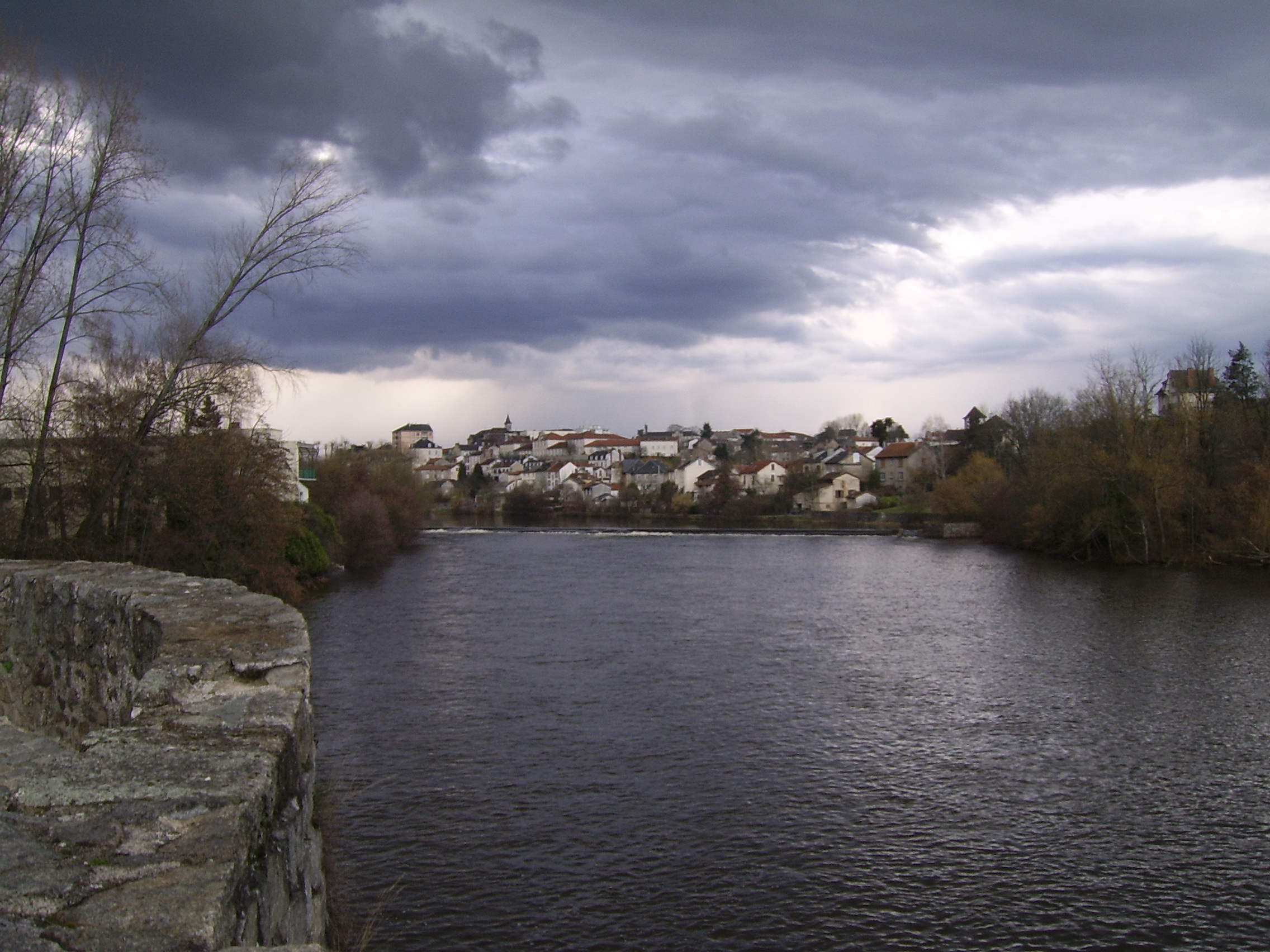
Limoges y río

El subsuelo de Limoges posee dos o tres niveles de bodegas abovedadas y subterráneos (muchas veces acueductos), ya sean cavados en el tuf, ya sea con entibado, que forman una impresionante red. Su construcción de extiende probablemente a lo largo de varios siglos. Durante estos últimos veinte años el número de cavidades y de galerías subterráneas con que cuenta Limoges ha disminuido, algo muy lamentable, bajo los efectos combinados del urbanismo, las obras de canalizaciones y cierta negligencia.

## Deportes
Hay un club de baloncesto, el Limoges CSP de la LNB Pro A (la primera división francesa), que disputa sus partidos en el Palais des Sports de Beaublanc, mismo recinto que en ocasiones utiliza el Limoges Handball de balonmano.

## Ciudades hermanadas
- Charlotte ( Estados Unidos)
- Fürth ( Alemania)
- Grodno ( Bielorrusia)
- Pilsen ( República Checa)
- Seto ( Japón)